# 旭區 (大阪市)
旭區（日语：／ Asahi ku */?）是大阪市的24區之一，位於大阪市的東北部；北鄰淀川，西側為片町線的貨物支線－城東貨物線，南側以國道163號和都島通為界，東側則為守口市。轄內以住宅區為主。

## 歷史
在新森中央公園內層發現有「森小路遺跡」，挖掘出彌生時代的土器。在令制國時代屬於攝津國東成郡，江戶時代時為幕府直轄領和大阪城代的知役領。
1889年實施町村制後，分屬城北村、古市村、清水村三個行政區劃，這三個村在1925年被併入大阪市，最初劃入東成區中；1932年，原本東成區的北部被分出設立為旭區，此時的旭區範圍還包括現在的都島區除寢屋川沿岸以外的大部分區域和城東區的北半部。1943年，前述區域也被分出設立為都島區和城東區，旭區的範圍縮小成現在的區域。

## 交通

### 鐵路
京阪電氣鐵道
- 京阪本線：森小路站 - 千林站

大阪市高速電氣軌道（大阪地下鐵）
- 谷町線：關目高殿站 - 千林大宮站 - 太子橋今市站
- 今里筋線：新森古市站 - 清水站 - 太子橋今市站
  - 太子橋今市站的所在地是旭區，但跨越守口市，谷町線月台的大部分與今里筋線月台全體都位於守口市內，大部分的設施都設於守口市側。

西日本旅客鐵道（JR西日本）
- 大阪東線：城北公園通站

## 本地出身之名人
- 安藤忠雄：建築師
- 初音：創作歌手

## 外部連結
- （日語） 大阪市旭區吉祥物的Facebook專頁
- （日語） 大阪市旭區公所的X（前Twitter）
- （日語） YouTube上的大阪市旭區公所頻道